# Zacieram ręce dzieciak
Zacieram ręce dzieciak – piąty solowy album Borixona. Wydawnictwo ukazało się 9 grudnia 2006 roku nakładem wytwórni muzycznej Camey Studio. Oprawę graficzną albumu wykonał Grzegorz „Forin” Piwnicki.

## Lista utworów
Opracowano na podstawie materiału źródłowego.
1. „Zacieram ręce dzieciak” (produkcja: David Gutjar, scratche: DJ Zombi) – 3:41
2. „Świat pełen pokus” (produkcja: David Gutjar) – 3:27
3. „Napiłbym się z tobą wódki” (produkcja: David Gutjar, gościnnie: Liroy) – 3:52
4. „Kłamstwo” (produkcja: PRW.RS, scratche: DJ Krzywe Palce) – 3:57
5. „Pierwszy znak” (produkcja: David Gutjar) – 3:09
6. „Maskarada” (produkcja: David Gutjar, gościnnie: Rada) – 3:16
7. „Czas leci” (produkcja: David Gutjar, gościnnie: Pih) – 3:58
8. „Nasze aleje gwiazd” (produkcja: David Gutjar, gościnnie: PSF, Pawlak, Rada) – 3:42
9. „Szummm” (produkcja: Sebastian Ćwik) – 3:46
10. „Skurwiały hit” (produkcja: PRW.RS) – 1:33
11. „Mówimy prawdę” (produkcja: PRW.RS) – 3:28
12. „Wybór” (produkcja: PRW.RS) – 3:11
13. „12 pytań” (produkcja: PRW.RS) – 4:12
14. „Nasze dni” (produkcja: David Gutjar, gościnnie: Bezik) – 3:53